# 阮云生
阮云生（1955年6月16日—），中国湖北武汉人，围棋职业棋手。他1982年定为四段，1988年升为七段。他曾获得1991年全国围棋个人赛男子第三名和1993年全国围棋个人赛男子第四名。他1998年创办武汉云生围棋学校，此后长期在湖北省担任围棋教练，培养出了李喆、钟文靖等一批优秀职业棋手。阮云生的女儿阮琪于2008年1月与著名职业棋手胡耀宇结婚。